# Edward J. Livernash
Edward James Livernash (* 14. Februar 1866 bei San Andreas, Calaveras County, Kalifornien; † 1. Juni 1938 in Agnew, Kalifornien) war ein US-amerikanischer Politiker. Zwischen 1903 und 1905 vertrat er den Bundesstaat Kalifornien im US-Repräsentantenhaus.

## Werdegang
Der im Bergarbeiterlager Lower Calveritas nahe San Andreas geborene Edward Livernash besuchte die öffentlichen Schulen seiner Heimat. Danach begann er im Alter von 15 Jahren im Druckerhandwerk zu arbeiten. In den folgenden Jahren engagierte er sich in der Zeitungsbranche. Er gründete in Cloverdale eine Zeitung. Livernash studierte dann bis 1887 Jura, ohne allerdings als Jurist zu arbeiten. Stattdessen blieb er in der Journalismusbranche. Seit 1891 arbeitete er in verschiedenen Funktion bei der Zeitung San Francisco Examiner. Während des Goldrauschs in Alaska und den angrenzenden kanadischen Gebieten wurde er im Jahr 1897 von den Klondike-Goldsuchern beauftragt, mit den Behörden in Kanada über eine Änderung der für die Goldsucher beschwerlichen Gesetze zu verhandeln.
Außerdem begann Livernash eine politische Laufbahn. Bei den Kongresswahlen des Jahres 1902 wurde er als gemeinsamer Kandidat der Demokratischen Partei und der Union Labor Party im vierten Wahlbezirk von Kalifornien in das US-Repräsentantenhaus in Washington, D.C. gewählt, wo er am 4. März 1903 die Nachfolge des ihm unterlegenen Republikaners Julius Kahn antrat. Bis zum 3. März 1905 konnte er eine Legislaturperiode im Kongress absolvieren.
Im Jahr 1906 wurde Livernash Herausgeber der Zeitung Denver News. Zwischen 1909 und 1912 lebte er in Frankreich. Nach seiner Rückkehr nach Kalifornien ließ er sich in Belmont nieder, wo er sich unter anderem mit literarischen Angelegenheiten befasste. Seit seinem Ausscheiden aus dem Kongress im Jahr 1905 nannte sich Edward Livernash offiziell Edward James de Nivernais. Diese Namensänderung, die auf der französischen Form seines Familiennamens basiert, wurde offiziell von einem Gericht bestätigt. Er starb am 1. Juni 1938 in Agnew, einem heutigen Stadtteil von Santa Clara.